# Vila Velha
Vila Velha (en español: Villa Vieja) es el municipio brasileño más antiguo del estado de Espírito Santo. Fue fundado con el nombre de Vila do Espírito Santo por el portugués Vasco Fernández Coutinho, donante de la capitanía de Espírito Santo y fundada el 23 de mayo de 1535. Fue sede de la capitanía hasta 1549, cuando ésta fue transferida hacia la ciudad de Vitória y el municipio cambió su nombre por el actual.
Se localiza a una latitud de 20º20'21" sur y una longitud de 40º17'36" oeste. Posee una superficie de 209 km². Su población estimada en el año 2007 es de 420.000 habitantes, viviendo la gran mayoría en la zona urbana. Se encuentra situada al sur de Vitória la capital del estado, separadas por la desembocadura del río Santa María, que no llega a alcanzar un kilómetro de ancho. Posee más de 32 kilómetros de playas, entre las que se destacan: Praia da Costa, Itapoã y Itaparica. Posee una infraestructura que permite a sus visitantes unir la belleza primitiva con las comodidades de la vida moderna. Por ser la ciudad más antigua del estado, tiene construcciones del siglo XVI, como el Convento da Penha y la Iglesia del Rosario; del siglo XVII, el Fuerte de São Francisco Xavier y de siglo XIX, el faro de Santa Luzia.

## Imágenes

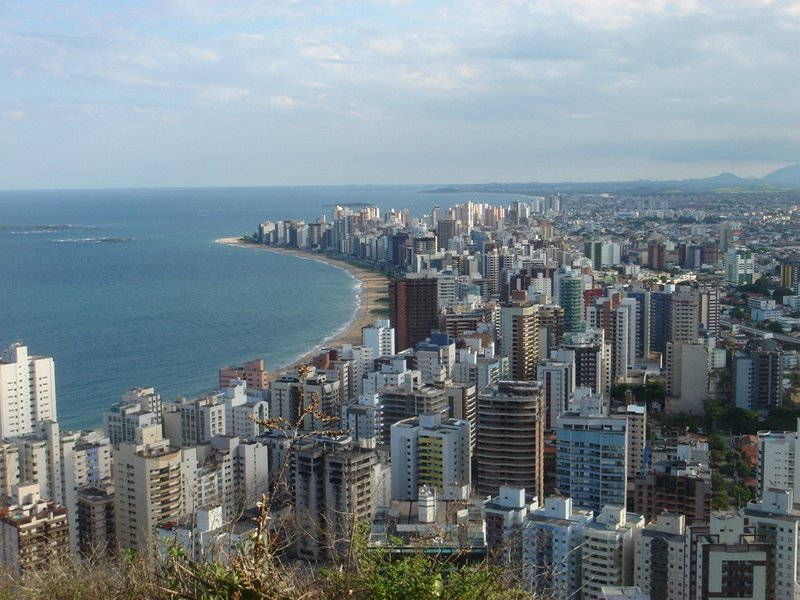
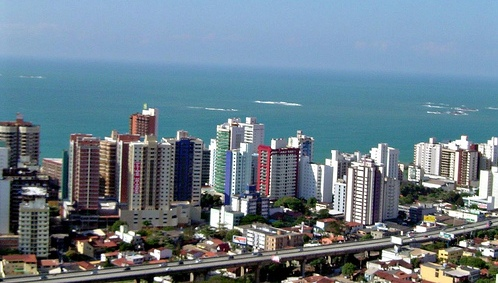